# إيديفالدو غريمالدي
إيديفالدو غريمالدي (بالإيطالية: Edevaldo Grimaldi)‏ هو لاعب كرة قدم إيطالي في مركزي الدفاع، ولد في 6 يونيو 1984. شارك مع منتخب إيطاليا تحت 17 سنة لكرة القدم ومنتخب إيطاليا تحت 18 سنة لكرة القدم. أما مع النوادي، فقد لعب مع نادي بيروجيا ونادي ساسولو ونادي ليكو.